# Planodema nigrosparsa
Planodema nigrosparsa là một loài bọ cánh cứng trong họ Cerambycidae.